# OTR-23 オカー
OTR-23 オカー（ロシア語: ОТР-23 Ока́、Оперативно-тактический ракетный комплекс、戦術作戦ミサイル複合体「オカー」）は、ソビエト連邦軍の自走式戦術弾道ミサイル。GRAUインデックスでは9K714、NATOコードネームではSS-23 スパイダーと呼ばれる。
名称はロシア西部を流れるヴォルガ川の支流、オカ川にちなむ。

## 概要
OTR-23 オカーは、地上施設を攻撃することを目的とした短距離弾道ミサイルである。90分を要する発射時間と低い命中精度の問題が顕著になり陳腐化していたスカッド-B（R-17）を更新するため、 セルゲイ・パブロビッチを首班として1973年より開発が始まった。1970年代後半から発射試験を始め、カプースチン・ヤールの試験場で26発のミサイルが実射試験されたのち、1980年に採用された。
ミサイルは8輪駆動のBAZ-6944を元にした9P71輸送起立発射機に搭載され、水上航行も可能。乗員は3名で、通信機器、航法システム、照準システムなどはすべて車内に配置されている。ミサイルには固体燃料を使用し、迅速な展開と5分以内の発射準備が可能。
このミサイルユニットは次の車両から構成される。
- PU 9P71 - BAZ-6944輸送起立発射機1両
- TZM 9T230 - 予備のミサイルを装填するための再装填車1両
- TM 9T240 - ミサイルを「9Ya249」コンテナ、弾頭を「9Ya251」コンテナに収納し別々に輸送するZIL-131ベースのセミトレーラー2両

## バリエーション
9M714U オカー-U
誘導システムなどが更新された改良型。誤差を30mまで改善し、A-50からの管制によって発射後に別の目標を再指定できるようになった。
9M714B
核弾頭AA-75（GRAUインデックス：9N63）を搭載したミサイルで、最大射程は500km。
9M714F
通常弾頭型で、重量約450kg、最大射程450km。
9M714K
約715kgの破片弾頭（GRAUインデックス：9H74K）を搭載。弾頭は高度約3,000mで起爆し、危害半径は80,000～100,000m2に及ぶ。最大射程300km。

## 廃棄

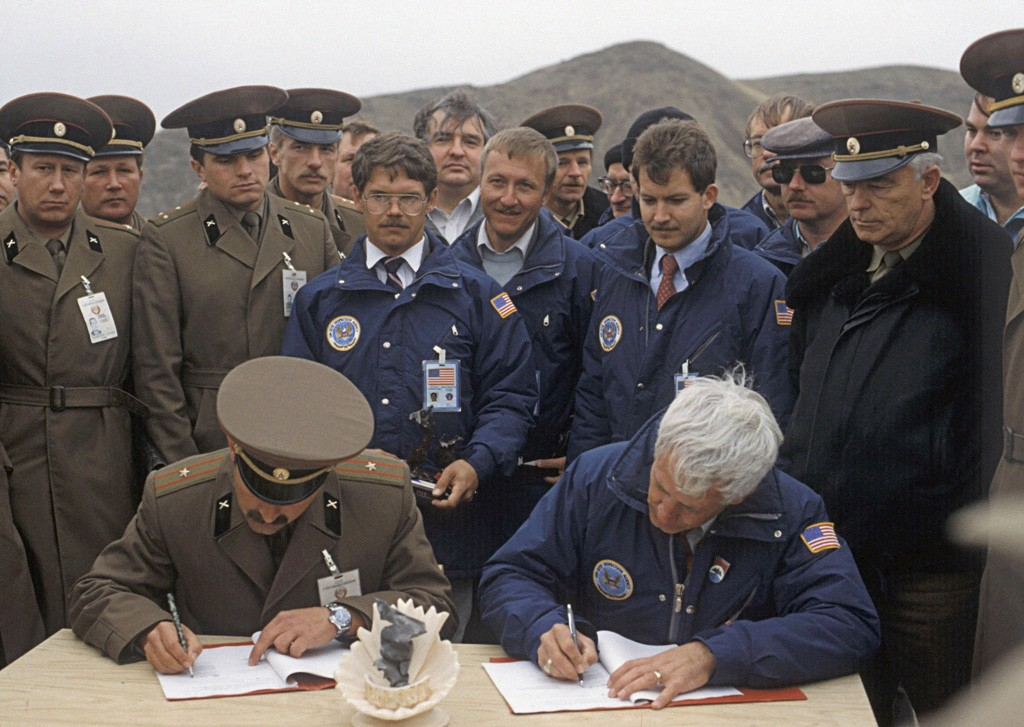
最後のオカー廃棄に関する報告書に署名する米ソ担当者（1989年10月、カザフスタン）

1987年、射程500kmから5,500kmまでの核弾頭、及び通常弾頭を搭載した地上発射型の弾道ミサイルと巡航ミサイルの廃棄を求める中距離核戦力全廃条約（INF条約）がアメリカとの間に締結されたが、オカーは最大射程が400kmであったため条約の条件に該当しなかった。しかしながら1987年にミハイル・ゴルバチョフは誠意のアピールとして、アメリカ合衆国がヨーロッパにおける核戦力の撤退を約束すればソ連側はオカーも廃棄することを提案した。
ワルシャワ条約機構の解体後、再統一後のドイツに継承されたミサイルは1992年に廃棄されたが、ルーマニアとスロバキアとの交渉は継続した。スロバキアはNATO加盟後の2002年、アメリカからの1,600万USドルの資金提供を条件に廃棄した。2003年、ブルガリアも廃棄に同意し、オカーはWTO加盟国すべての国で退役した。